# Ranunculus glabricaulis
Ranunculus glabricaulis (Hand.-Mazz.) L. Liou – gatunek rośliny z rodziny jaskrowatych (Ranunculaceae Juss.). Występuje naturalnie w Chinach w środkowej części prowincji Gansu oraz zachodnim Tybecie. 

## Morfologia
PokrójBylina o mniej lub bardziej owłosione pędach. Dorasta do 1,5–4 cm wysokości.
LiścieSą trójdzielne. Mają pięciokątny kształt. Mierzą 0,5 cm długości oraz 0,5–1 cm szerokości. Są skórzaste, czasami lekko owłosione. Nasada liścia ma sercowaty kształt. Ogonek liściowy jest nagi i ma 0,5–2 cm długości.
KwiatySą pojedyncze. Pojawiają się na szczytach pędów. Mają żółtą barwę. Dorastają do 10–15 mm średnicy. Mają 5 eliptycznie owalnych działek kielicha, które dorastają do 4–6 mm długości. Są nagie i mają ciemnopurpurową barwę. Mają 5 owalnych płatków o długości 6–7 mm.

## Biologia i ekologia
Rośnie na obszarze górskim na łąkach. Występuje na wysokości około 5000 m n.p.m. Kwitnie latem. Preferuje stanowiska w półcieniu. Dobrze rośnie na wilgotnym, próchnicznym i żwirowym podłożu. 